# Antonio Gates
Pro Football Hall of Fame 2025
(en) Statistiques sur pro-football-reference
Antonio Gates est un joueur américain de football américain, né le 18 juin 1980  à Détroit (Michigan), qui évolue au poste de tight end.

## Biographie
Il n'a pas été drafté et a été signé comme agent libre en 2003 par les Chargers de San Diego.
Le 14 janvier 2020, Gates annonce qu'il met un terme à sa carrière.

## Palmarès
- Pro Bowl : 2004, 2005, 2006, 2007, 2008, 2009, 2010, 2011